# Bob Charles
Sir Bob Charles ONZ KNZM CBE (* 14. März 1936 in Carterton, Neuseeland) ist ein neuseeländischer Golfprofi.

## Privat
Bobs Eltern Ivor und Phyllis Charles waren begeisterte und talentierte Golfer. Er heiratete 1963 Verity und hat eine Tochter und einen Sohn. In der Zwischenzeit hat er auch vier Enkelkinder. Bob lebt heute abwechselnd in Florida, USA und in Canterbury, Neuseeland.

## Karriere
1954 im Alter von 18 Jahren hat er die New Zealand Open gewonnen. Sein größtes Highlight war der Gewinn der British Open 1963, am Royal Lytham und St Annes Golf Course in Lancashire. Er  ist der einzige Neuseeländer, der je die British Open gewonnen hat. Bis zum Sieg von Phil Mickelson im Jahre 2013 war er auch der einzige linkshändige Golfer der Welt, der je die Open gewonnen hat. Bob ist damit auch der erste Neuseeländer, dem es gelang ein Major-Turnier zu gewinnen. Nach ihm gelang das nur noch Michael Campbell. Heute spielt er noch bei Senior PGA Turnieren mit.

## Auszeichnungen
- 1972: Member des Order of the British Empire
- 1992: Commander des Order of the British Empire
- 1999: Knight Companion des New Zealand Order of Merit
- 2010: Order of New Zealand